# Summertown (Géorgie)
Pour les articles homonymes, voir Summertown.
Summertown est une ville américaine située dans le comté d'Emanuel, en Géorgie. Selon le recensement de 2020, sa population est de 121 habitants.